# Műveltség
A Műveltség egy magyar ismeretterjesztő könyvsorozat volt az 1920-as években. A természet- és társadalomtudományi, illetve művészeti területekkel foglalkozó sorozat a Dante Könyvkiadó gondozásban jelent meg Budapesten. A sorozat a következő kis méretű (18 x 12 cm) köteteket tartalmazta:
- (szerk.) Benedek Marcell: Irodalmi miniatűrök I.
- (szerk.) Benedek Marcell: Irodalmi miniatűrök II.
- (szerk.) Benedek Marcell: Irodalmi miniatűrök III.
- Nádai Pál: Izlésfejlődés és stíluskorszakok
- Nádai Pál: Jelenkori szépségtörekvések
- Riehl Alajos: Bevezetés a jelenkor filozófiájába
- F. S. Marvin: A nyugati civilizáció fejlődése
- Benedek Marcell: Bevezetés az olvasás művészetébe
- Molnár Antal: A zeneművészet könyve
- (szerk.) Lambrecht Kálmán: A gondolat úttörői I.
- (szerk.) Lambrecht Kálmán: A gondolat úttörői II.
- Raoul Francé: A növények élete

Az 1930-as évek második felében a kiadó ugyanilyen névvel megjelentetett egy újabb sorozatot, amely viszont nagy méretű (24 x 17 cm), díszes borítóba kötött műveket tartalmazott:
- James Jeans: A csillagos ég titkai, 1937[1]
- Friedrich Lorenz: A gépek hősei, 1937[2]
- Franz Kollmann: A modern technika csodái, 1937[3]
- Gál György Sándor: A zene története, 1937[4]
- Éber László – Felvinczi Takács Zoltán – Barát Béla: A művészet története, 1939[5]
- Will Durant: A gondolat hősei, 1940[6]
- Eduard Fueter: 1815–1920. Egy mozgalmas évszázad története, é. n.[7]